# Bubbling under
"Bubbling under" is een Amerikaanse uitdrukking voor platen die net niet de hitparade gehaald hebben, maar in de plaatsing stijgende zijn.
Hitlijsten die een "bubbling under" hanteren (zoals de Billboard Hot 100, de BBC Top 40 en de Nationale Hitparade), kennen geen zogenaamde tiplijst.
Voorbeelden van tiplijsten zijn de Tipparade en de Tip 30.